# Divnogorje
Divnogorje è una riserva naturale e di un altopiano nell'area del distretto di Liski (Лискинский район), nell'oblast' di Voronež in Russia ed è situato a 10 km a ovest di Liski, sulla riva destra del fiume Don.

## La riserva
Dal 1988 è sede del museo, mentre dal 1991 ha ottenuto lo status di riserva. L'area di questo originale museo-riserva si estende per oltre 11 km². Dal punto di vista geologico la riserva è formata da sedimenti databili al periodo Cretaceo. Lo strato superiore è costituito dal 15-20% di gesso. Subito sotto gli 80 metri si trovano giacimenti di gesso puro. Lo strato superiore è quello maggiormente esposto ai fenomeni di erosione e agli agenti atmosferici. A causa delle forti pendenze il pianoro non è sottoposto a modifiche di origine antropica. Qui vivono più di 250 specie di piante.
Il nome dato all'area, Divnogorje, viene dal giacimento del Cretaceo, mentre la popolazione locale lo ha chiamato divami («дивами», il miracolo). Il primo documento scritto relativo alla zona è di Ignaty Smolyaninov, che nel 1389 descrive la zona boschiva, il «bianco brillante» della pietra, i pilastri di pietra naturale che emergono dal suolo. Nella riserva si apre una grotta convertita in chiesa nel XVII secolo (la chiesa dell'Icona della siciliana Madre di Dio e di S. Giovanni Battista), si affaccia il fortilizio medievale del colle Mayatsky (IX-X secolo) di cui rimangano i resti di una fortezza medievale e necropoli (in cui si è recuperata molta ceramica di quel periodo), il Monastero di Santa Maria Assunta di Divnogorje.

## Galleria d'immagini

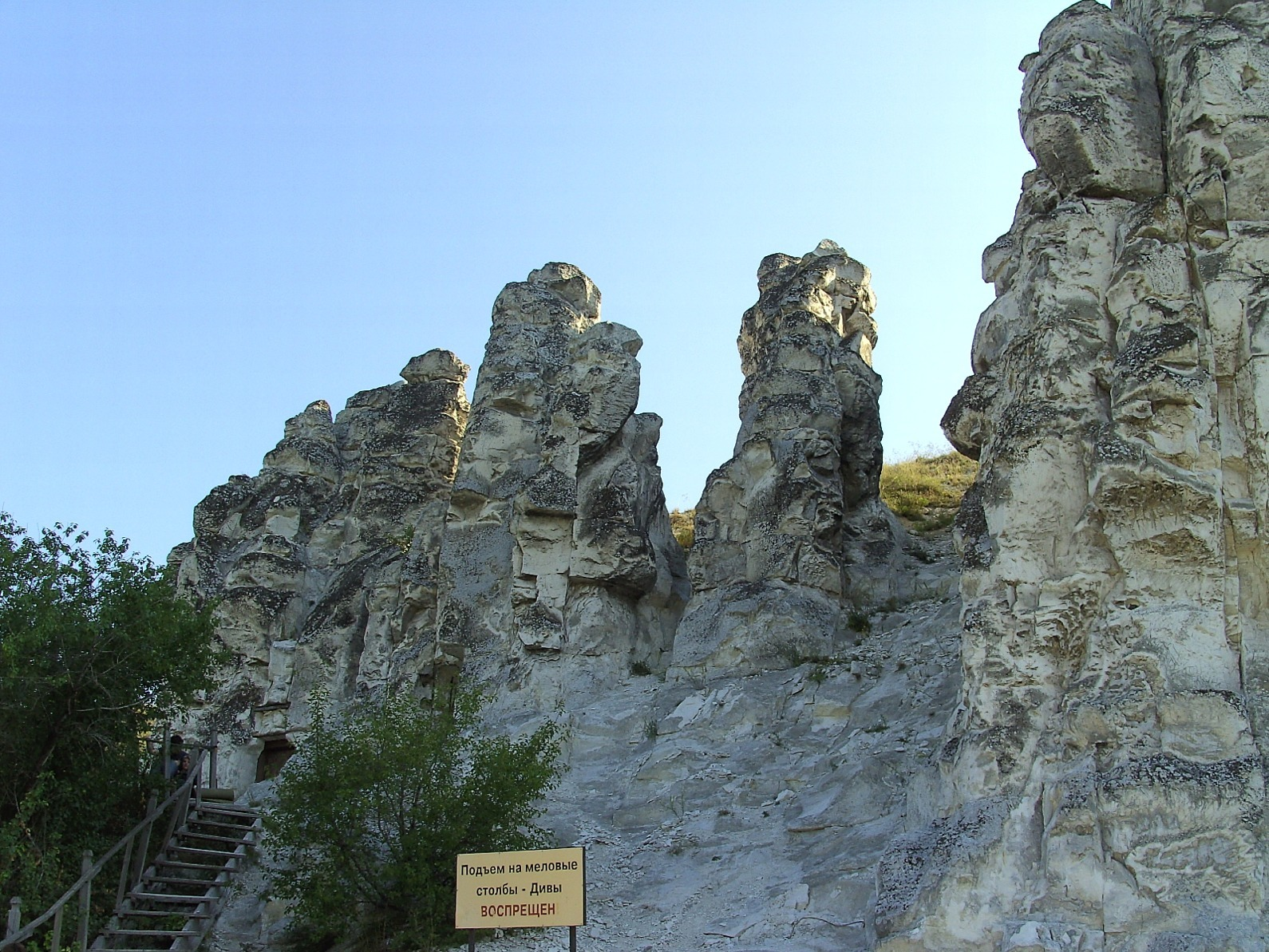
L'altipiano di Divnogorje, i "pilastri" di gesso.
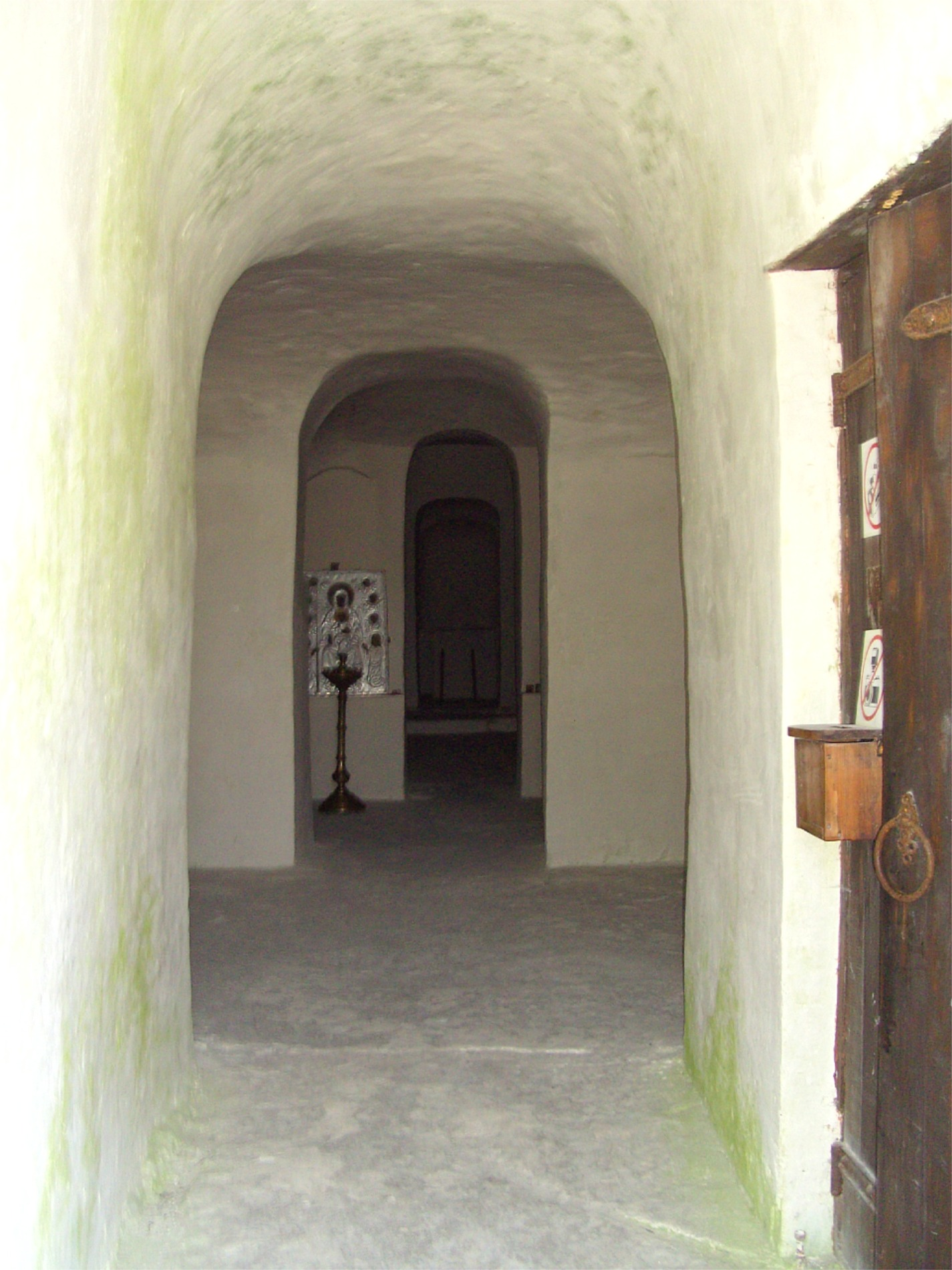
Interno del Monastero compreso dalla riserva.